# Harry Styles
Harry Edward Styles (* 1. února 1994 Redditch, Anglie) je anglický zpěvák, skladatel a herec. Od roku 2010 je členem skupiny One Direction. Od roku 2017 se věnuje sólové kariéře, vydal tři studiová alba, získal cenu Grammy a stal se tváří značky Gucci. Začal také hrát, objevil se ve válečném filmu Dunkerk či v psychologickém thrilleru To nic, drahá, kde po boku Florence Pugh ztvárnil jednu z hlavních rolí.

## Biografie
Pochází z Redditche, vyrůstal ve vesnici Holmes Chapel v Cheshire v Anglii. Jeho matkou je Anne Cox a jeho otcem je Des Styles, má starší sestru Gemmu. Po rozvodu rodičů se jeho matka znovu vdala. Už jako dítě měl rád zpěv, vyrůstal na The Beatles a nejvíce na něj zapůsobil Elvis Presley. K jeho oblíbeným interpretům patří i skupiny Coldplay, Kings of Leon nebo Foster the People. Během studia na střední škole zpíval v místní skupině White Eskimo.

### 2010–2016: One Direction
Na jaře 2010 se v 16 letech přihlásil do sedmé řady pěvecké televizní soutěže The X Factor. Na konkurzu zpíval písničku „Isn't She Lovely?“ od Stevieho Wondera, ovšem neuspěl. Porotkyně Nicole Scherzinger navrhla, aby se čtyřmi dalšími účastníky (Niall Horan, Louis Tomlinson, Liam Payne a Zayn Malik) pořadu vytvořil dohromady chlapeckou kapelu, která se kvalifikovala do kategorie skupin a pro kterou Styles vymyslel jméno One Direction. Kapela se překvapivě umístila na třetím místě, i když byla považována za jasného favorita soutěže. Simon Cowell a jeho nahrávací společnost SYCO Music podepsala na začátku roku 2011 s kapelou smlouvu a jejich debutový singl „What makes you beautiful“ se stal celosvětovým hitem. Umístil se na první příčce hudebních žebříčků v několika zemích. Na YouTube již má přes miliardu přehrání.
Během pěti let vydala kapela celkem 5 studiových alb: Up All Night, Take Me Home, Midnight Memories, Four a Made in the A.M. Jejich první čtyři alba se po vydání umístila na prvním místě žebříčku v USA, čímž se stali první britskou kapelou, které se to povedlo.
Kapela také absolvovala 4 světová turné a získala mnoho ocenění, včetně BRIT Awards, MTV Video Music Awards, American Music Awards, Billboard Music Awards a další.
V roce 2013 vyšel film One Direction 3D: This Is Us. Film byl natáčen během světového turné Take Me Home.
V březnu 2015 oznámil Zayn Malik odchod z kapely, zbývající členové se ale rozhodli pokračovat a natočili poslední společnou desku Made in the A.M.
V srpnu téhož roku oznámili One Direction přerušení činnosti od roku 2016 na dobu neurčitou. Původně měla pauza trvat 18 měsíců, ale každý z členů se pustil do práce na své sólové kariéře.

### 2016–současnost
V roce 2016 podepsal Styles nahrávací smlouvu s vydavatelstvím Columbia Records. V dubnu roku 2017 vydal svůj debutový singl „Sign of the Times“, který sklidil pozitivní kritiky. V květnu téhož roku vydal debutové album s názvem Harry Styles. Album obsahuje 10 songů včetně singlů „Two Ghosts“ a „Kiwi“'. V září 2017 vyrazil na turné s názvem Harry Styles: Live on Tour propagovat své album. Turné mělo 89 zastávek po celém světě. Styles se vydal více rockovým směrem a odlišil se tak od stylu One Direction, inspiroval se skupinami jako jsou The Beatles, Pink Floyd nebo The Rolling Stones.

#### Fine Line
Dne 13. prosince roku 2019 vydal své druhé album s názvem Fine Line. Již v říjnu 2019 byl vydán první singl z tohoto alba „Lights Up“ a 6. prosince pak druhý singl „Adore you“. Tento singl i celé album se dlouho drželo vysoko v žebříčku Billboard Hot 100. V únoru 2020 byl vydán třetí singl z tohoto alba, a to balada „Falling“. Jako čtvrtý singl byla 18. května 2020 vydána píseň „Watermelon Sugar“ včetně videoklipu, který se stal celosvětovým hitem. V Česku se klip k této písni stal nejpřehrávanějším videoklipem roku 2020. Dne 26. října 2020 byl vydán videoklip k pátému singlu „Golden“; klip se natáčel na italském pobřeží a za 24 hodin od zveřejnění ho vidělo 15 milionů lidí. Dne 1. ledna 2021 byl zveřejněn videoklip k písni „Treat People With Kindness“, v němž Styles tančí.
V listopadu 2019 bylo oznámeno světové turné Love on Tour, které mělo začít v dubnu 2020 a obsahovat 85 koncertů. Styles se měl také poprvé představit českému publiku. Turné však muselo být odsunuto z důvodu pandemie covidu-19.
Díky velkému úspěchu alba Fine Line získal Styles tři nominace na ceny Grammy. Nominován byl v kategoriích Best Pop Solo Performance (píseň „Watermelon Sugar“), Best Pop Vocal Album (album Fine Line) a Best Music Video (videoklip k písni „Adore You“). Dne 14. března 2021 vystoupením s písní "Watermelon Sugar" zahájil 63. předávání cen Grammy v Los Angeles a jednu nominaci proměnil ve vítězství.
Dvakrát během své sólové kariéry vystoupil v americké show Saturday Night Live. V dubnu 2017 pouze jako hudební host vystoupil s písněmi „Sign of the Times“ a „Ever Since New York“ ze svého prvního alba. Na podzim roku 2019 se zhostil úlohy moderovat tuto show. Vystoupil s písněmi „Lights Up“ a „Watermelon Sugar“, sám hrál v několika scénkách. V moderování večerní talkshow již také dvakrát zaskakoval za svého kamaráda James Cordena při moderování jeho show Late Late Show with James Corden.
V únoru 2020 vystupoval na předávání cen BRIT Awards s písní „Falling“. Byl také nominován na dvě tyto ceny v kategoriích Britský sólo umělec roku a Britské album roku. V roce 2018 již tuto cenu získal za nejlepší videoklip od britského umělce k písni „Sign of the Times“. V roce 2017 se také zúčastnil předávání australských hudebních cen ARIA awards a získal cenu za nejlepšího mezinárodního umělce. Tuto cenu získal znovu v roce 2020. Ve stejném roce získal i cenu Billboard Chart Achievement Award, o této kategorii rozhodují pouze fanoušci.
Několikrát se objevil jako tvář kampaně módní značky Gucci, se kterou dlouhodobě spolupracuje.
V roce 2019 spolumoderoval prestižní The MET Gala, které se koná každoročně první květnové pondělí v New Yorku. Ve svých 25 letech byl vůbec nejmladší, kdo kdy The MET Gala moderoval. V roce 2017 vystupoval na Victoria's Secret Fashion Show v Šanghaji, kde zahrál písně „Kiwi“ a „Only Angel“.
Styles se jako první muž v historii objevil sám na obálce amerického módního časopisu Vogue (vydání prosinec 2020). Na jedné z fotografií pózuje se svou sestrou Gemmou.
Časopis Variety ho jmenoval Hitmakerem roku 2020.

### Herectví
Styles hrál ve válečném filmu Christophera Nolana Dunkerk. Ztvárnil roli mladého vojáka Alexe, který se snaží dostat z Francie zpět do rodné Anglie. V roce 2019 mu byla nabídnuta role prince Erika v pohádce Malá mořská víla. Roli však odmítl z časových důvodů. Jednu z hlavních postav ztvárnil v thrilleru Olivie Wilde Don't Worry Darling. V roce 2022 se objevil v hlavní roli filmu Můj policista.

## Osobní život
Od listopadu 2011 do ledna 2012 měl vztah s moderátorkou Caroline Flack; jejich 14letý věkový rozdíl vyvolal v médiích kritiku. V roce 2012 chodil se zpěvačkou Taylor Swift a od roku 2017 do roku 2018 s modelkou Camille Rowe. Rozchod s ní byl inspirací pro většinu písní z jeho druhého alba Fine Line.

## Diskografie
- Harry Styles (2017)
- Fine Line (2019)
- Harry's House (2022)

## Turné
- Harry Styles: Live on Tour (2017–2018)
- Love On Tour (2021–2023)

## Filmografie
- 2017 – Dunkerk (Alex)
- 2021 – Eternals (Eros / Starfox)
- 2022 – To nic, drahá (Jack)
- 2022 – Můj policista (Tom)